# Código Civil de Cataluña
El Código Civil de Cataluña (en catalán: Codi Civil de Catalunya), que recoge la mayoría del derecho civil catalán, está formado por seis libros, y cada libro formado por títulos, capítulos y secciones. Las disposiciones del derecho civil de Cataluña (España) se aplican con preferencia sobre cualquier otras, por lo que el Código Civil de España solo rige en la medida en que no se opone a esas disposiciones o a sus principios generales. En efecto, de acuerdo con el artículo 149.1.8.º de la Constitución española de 1978, el desarrollo de la legislación civil es competencia exclusiva del Estado.  No obstante, existen en España derechos civiles forales o especiales en seis comunidades autónomas: el País Vasco, Navarra, Aragón, Cataluña, las islas Baleares y Galicia, además del Fuero de Baylío, aplicable en algunas zonas de Extremadura y en Ceuta.

## Historia reciente
La conservación, modificación y desarrollo del derecho civil de Cataluña ha pasado por varias fases. En una primera fase se adoptó la Compilación de 1960, integrándola en el ordenamiento jurídico catalán y a los principios constitucionales, culminando con la Ley 13/1984, de 20 de marzo. En una segunda fase, iniciada en paralelo, el Parlamento de Cataluña usó las leyes especiales para ir dando cuerpo a un nuevo ordenamiento jurídico. A partir de 1991, con el Código de sucesiones mortis causa en el derecho civil de Cataluña, el derecho catalán entró en una fase de codificaciones parciales con la voluntad de recoger, ordenar y sistematizar la regulación sobre las materias contenidas en las leyes especiales.

## Libro sexto
El Gobierno de la Generalidad aprobó, el 25 de septiembre de 2012, los trámites previos a la elaboración del Anteproyecto de ley del libro sexto del Código Civil de Cataluña, relativo a las obligaciones y los contratos. Esta iniciativa legislativa estableció la estructura del libro sexto, aprobó la regulación del contrato de compraventa y derogó totalmente la compilación del derecho civil de Cataluña. De este modo concluirá la tarea legislativa más importante llevada a cabo en Cataluña en el ámbito del derecho privado. La Generalidad, que tiene competencias exclusivas en materia de derecho civil, está preparando una regulación comparable a la de otros países de la Unión Europea.

## Estructura
- LIBRO PRIMERO. Disposiciones generales.
  - Título I. Disposiciones preliminares.
  - Título II. La prescripción y la caducidad.
    - Capítulo I. La prescripción.
      -         - Sección primera. Disposiciones generales.
        - Sección segunda. Interrupción de la prescripción.
        - Sección tercera. Suspensión de la prescripción.
        - Sección cuarta. Plazos de prescripción y cómputo.

    - Capítulo II. La caducidad.
- LIBRO SEGUNDO. Persona y familia.
  - Título I. La persona física.
    - Capítulo I. Personalidad civil y capacidad.
    - Capítulo II. Autonomía de la persona en el ámbito de la salud.
      -         - Sección primera. Tratamientos médicos.
        - Sección segundos. Internamientos.
        - Sección tercera. Decisiones sobre el propio cuerpo.

  - Título II. Las instituciones de protección de la persona.
    - Capítulo I. Disposiciones comunes.
    - Capítulo II. La tutela.
      -         - Sección primera. Disposiciones generales.
        - Sección segunda. Delación voluntaria.
        - Sección tercera. Delación judicial.
        - Sección cuarta. Constitución y ejercicio de la tutela.
        - Sección quinta. Contenido de la tutela.
        - Sección sexta. Extinción.
        - Sección séptima. El consejo de tutela.

    - Capítulo III. La curatela.
    - Capítulo IV. El defensor judicial.
    - Capítulo V. La guarda de hecho.
    - Capítulo VI. La asistencia.
    - Capítulo VII. Protección patrimonial de la persona discapacitada o dependiente.
    - Capítulo VIII. La protección de los menores desamparados.

  - Título III. La familia.
    - Capítulo I. Alcance de la institución familiar.
      -         - Sección primera. El matrimonio: disposiciones generales y efectos.
        - Sección segunda. Relaciones económicas entre los cónyuges.
          -             - Subsección primera. Disposiciones generales.
            - Subsección segunda. Adquisiciones onerosas con pacto de supervivencia.

        - Sección tercera. Los capítulos matrimoniales.
        - Sección cuarta. Las donaciones por razón de matrimonio otorgadas fuera de capítulos matrimoniales.
        - Sección quinta. Los derechos viduales familiares.

    - Capítulo II. Regímenes económicos matrimoniales.
      -         - Sección primera. El régimen de separación de bienes.
        - Sección segunda. El régimen de participación en las ganancias.
          -             - Subsección primera. Disposiciones generales.
            - Subsección segunda. La liquidación del régimen.
            - Subsección tercera. Pago del crédito de participación.

        - Sección tercera. La asociación a compras y mejoras.
        - Sección cuarta. El agermanament o pacto de mitad por mitad.
        - Sección quinta. El pacto de convinença o mitja guadanyeria.
        - Sección sexta. El régimen de comunidad de bienes.

    - Capítulo III. Los efectos de la nulidad del matrimonio, del divorcio y de la separación judicial.
      -         - Sección primera. Disposiciones generales.
        - Sección segunda. Cuidado de los hijos.
        - Sección tercera. Prestación compensatoria.
        - Sección cuarta. Atribución o distribución del uso de la vivienda familiar.

    - Capítulo IV. Convivencia estable en pareja.
      -         - Sección primera. Disposiciones generales.
        - Sección segunda. Extinción de la pareja estable.
        - Sección tercera. Efectos de la extinción de la pareja estable.

    - Capítulo V. La filiación.
      -         - Sección primera. Disposiciones generales.
        - Sección segunda. La filiación por naturaleza.
          -             - Subsección primera. Disposiciones generales de la determinación de la filiación.
            - Subsección segunda. La determinación de la filiación matrimonial.
            - Subsección tercera. La determinación de la filiación no matrimonial.
            - Subsección cuarta. Reglas comunes a las acciones de filiación.
            - Subsección quinta. La reclamación de la filiación.
            - Subsección sexta. La impugnación de la filiación.

        - Sección tercera. La filiación adoptiva.
          -             - Subsección primera. Condiciones requeridas para la adopción.
            - Subsección segunda. El acogimiento preadoptivo.
            - Subsección tercera. Constitución de la adopción.
            - Subsección cuarta. Adopción y acogimiento internacionales.
            - Subsección quinta. Efectos específicos de la filiación adoptiva.
            - Subsección sexta. Extinción.

    - Capítulo VI. Potestad parental.
      -         - Sección primera. Disposiciones generales.
        - Sección segunda. El ejercicio de la potestad parental.
        - Sección tercera. El contenido de la potestad parental.
        - Sección cuarta. La extinción de la potestad.
        - Sección quinta. La prórroga y la rehabilitación de la potestad.

    - Capítulo VII. Alimentos de origen familiar.

  - Título IV. Las relaciones convivenciales de ayuda mutua.
- LIBRO TERCERO. Persona jurídica
  - Título I. Disposiciones preliminares.
    - Capítulo I. La personalidad jurídica y sus atributos.
    - Capítulo II. Actuación y representación de las personas jurídicas.
    - Capítulo III. Régimen contable y documental.
    - Capítulo IV. Modificaciones estructurales y liquidación.
      - Sección primera. Fusión, escisión y transformación.
      - Sección segunda. Liquidación.

    - Capítulo V. Publicidad registral.

  - Título II. De las asociaciones.
    - Capítulo I. Naturaleza y constitución.
    - Capítulo II. Organización y funcionamiento.
      - Sección primera. Órganos de la asociación.
      - Sección segunda. Asamblea general.
      - Sección tercera. Órgano de gobierno.

    - Capítulo III. Derechos y deberes de los asociados.
    - Capítulo IV. Modificaciones estructurales y disolución.

  - Título III. De las fundaciones.
    - Capítulo I. Naturaleza y constitución.
    - Capítulo II. Organización y funcionamiento.
    - Capítulo III. Régimen económico.
      - Sección primera. Patrimonio y actividades económicas de la fundación.
      - Sección segunda. Cuentas anuales.

    - Capítulo IV. Fondos especiales.
    - Capítulo V. Modificaciones estructurales y disolución.
    - Capítulo VI. El protectorado.
- LIBRO CUARTO. Sucesiones.
  - Título I. Disposiciones generales.
  - Título II. La sucesión testada.
    - Capítulo I. Los testamentos, los codicilos y las memorias testamentarias.
      -         - Sección primera. Disposiciones generales.
        - Sección segunda. Los testamentos notariales.
        - Sección tercera. El testamento hológrafo.
        - Sección cuarta. Los codicilos y las memorias testamentarias.

    - Capítulo II. Nulidad e ineficacia de los testamentos y de las disposiciones testamentarias.
    - Capítulo III. La institución de heredero.
      - Sección primera. Disposiciones generales.
      - Sección segunda. La institución de heredero bajo condición.

    - Capítulo IV. Disposiciones fiduciarias.
      - Sección primera. La designación de heredero por fiduciario.
      - Sección segunda. Los herederos y legatarios de confianza.

    - Capitol V. Las sustituciones hereditarias.
      - Sección primera. La sustitución vulgar.
      - Sección segunda. La sustitución pupilar.
      - Sección tercera. La sustitución ejemplar.

    - Capítulo VI. Los fideicomisos.
      - Sección primera. Los fideicomisos en general.
      - Sección segunda. Interpretación de los fideicomisos.
      - Sección tercera. Los efectos del fideicomiso mientras está pendiente.
      - Sección cuarta. Disposición de los bienes fideicomisos.
      - Sección quinta. Los efectos del fideicomiso en el momento de la delación.
      - Sección sexta. El fideicomiso de residuo y la sustitución preventiva de residuo.

    - Capítulo VII. Los legados.
      - Sección primera. Los legados y sus efectos.
      - Sección segunda. Las clases de legados.
      - Sección tercera. La ineficacia de los legados.

    - Capítulo VIII. Las disposiciones modales.
    - Capítulo IX. Los albaceas.

  - Título III. La sucesión contractual y la sucesión por causa de muerte.
    - Capítulo I. Los pactos sucesorios.
      - Sección primera Disposiciones generales.
      - Sección segunda Los heredamientos.
      - Sección tercera Pactos sucesorios de atribución particular

    - Capítulo II. Las donaciones por causa de muerte.

  - Título IV. La sucesión intestada.
    - Capítulo I. Disposiciones generales.
    - Capítulo II. La orden de suceder.
    - Capítulo III. La sucesión en caso de adopción.
    - Capítulo IV. La sucesión del impúber.

  - Título V. Otras atribuciones sucesorias determinadas por la ley.
    - Capítulo I. La legítima.
    - Capítulo II. La cuarta vidual.

  - Título VI. La adquisición de la herencia.
    - Capítulo I. La aceptación y repudiación de la herencia.
    - Capítulo II. El derecho de acrecer.
    - Capítulo III. La comunidad hereditaria.
    - Capítulo IV. La partición y la colación.
    - Capítulo V. La protección del derecho hereditario.
- LIBRO QUINTO. Derechos reales.
  - Título I. De los bienes.
  - Título II. De la posesión.
    - Capítulo I. Adquisición y extinción.
    - Capítulo II. Efectos.

  - Título III. De la adquisición, la transmisión y extinción del derecho real.
    - Capítulo I. Adquisición.
      - Sección primera. Disposición general.
      - Sección segunda. Tradición.
      - Sección tercera. Donación.
      - Sección cuarta. Usucapión.

  - Título IV. Del derecho de propiedad.
    - Capítulo I. Disposiciones generales.
    - Capítulo II. Títulos de adquisición exclusivos del derecho de propiedad.
    - Capítulo III. Abandono.
    - Capítulo IV. Protección del derecho de propiedad.
    - Capítulo V. Restricciones al derecho de propiedad.
    - Capítulo VI. Relaciones de vecindad.

  - Título V. De las situaciones de comunidad.
    - Capítulo I. Disposiciones generales.
    - Capítulo II. Comunidad ordinaria indivisa.
    - Capítulo III. Régimen jurídico de la propiedad horizontal.
    - Capítulo IV. Comunidad especial por turnos.
    - Capítulo V. Comunidad especial por razón de medianería.

  - Título VI. De los derechos reales limitados.
    - Capítulo I. El derecho de usufructo.
      - Sección primera. Constitución y régimen del usufructo.
      - Sección segunda. Extinción, liquidación y acciones en defensa del usufructo.
      - Sección tercera. Usufructo con facultad de disposición.
      - Sección cuarta. Usufructo de bosques y de plantas.
      - Sección quinta. Usufructo de dinero y de participaciones en fondos de inversiones y en otros instrumentos de inversión colectiva.

    - Capítulo II. El derecho de uso y el derecho de habitación
    - Capítulo III. Los derechos de aprovechamiento parcial.
    - Capítulo IV. El derecho de superficie.
    - Capítulo V. El derecho de censo.
    - Capítulo VI. Las servidumbres.
    - Capítulo VII. Los derechos de adquisición.
    - Capítulo IX. Los derechos reales de garantía.
      - Sección primera. Disposiciones generales.
      - Sección segunda. Garantías posesorias.
      - Sección tercera. Derecho de hipoteca.
- LIBRO SEXTO. Obligaciones y contratos .